# Caludon Castle
Caludon Castle er et Scheduled Ancient Monument og fredet bygning i Coventry i West Midlands of England. Et område med voldgrav 190 m syd for er ligeledes fredet. Borgen er ruin, og det eneste, der er tilbage af den, er en mur i sandsten. Det meste af ejendommen er en park, der drives af Coventry City Council, mens en stor del af jorden blev brugt til huse i begundelsen af 1900-tallet.
Allerede fra 1000-tallet har der været bosættelser på stedet. Den oprindelige bygning stod før den normanniske erobring af England i 1066 og blev en del af jarlen af Chesters ejendom efter erobringen. Huset blev givet til Segrave-familien i 1200-tallet, og blev beskrevet som en herregård første gang i 1239. Der blev givet licens til krenellering i 1305, hvor man antager at huset er omdannet til en borg. Der blev givet endnu en licens i 1354, og ejendommen blev ombygget atter en gang. I 1300-tallet kom Thomas de Mowbray, 1. hertug af Norfolk i besiddelse af ejendommen, men efter han blev forvist i 1398, begyndte borgen af forfalde. Mowbrays søn, John, arvede bygningen, og den forblev i familien til 1481, hvorefter den overgik til William de Berkeley, 1. Marquess af Berkeley. Borgen blev genopbygget i 1580, hvor den blev lavet om til en herregård, efter forfaldet siden Mowbrays forvisning. Borgen blev ødelagt i 1662, og var ruin til omkring 1800, hvor resterne blev brugt til en gård.
Jorden blev delt op og solgt i 1815, og var herefter ejet af flere private, til det meste blev købt af Coventry Corporation efter første verdenskrig, hvorefter en del af jorden blev bebygget med boliger.